# Лер-Сплавиньский, Тадеуш
Таде́уш Лер-Сплави́ньский (пол. Tadeusz Lehr-Spławiński) (20 сентября 1891 — 17 февраля 1965) — польский лингвист, славист.
Родился в Кракове 20 сентября 1891 году в семье инженера Эдварда Лера и Марии (в девичестве Сплавиньской). Учился в краковской гимназии им. короля Яна III Собеского; в 1909—1915 годах изучал языкознание, историю польской литературы и классическую филологию в Ягеллонском университете (окончил в 1913), продолжил учёбу в Вене. В 1915—1918 годах преподавал польский язык в Закопане.
В 1918 году стал доцентом Ягеллонского университета. Был профессором университетов: Познанского (1919—1922), им. Яна Казимира во Львове (1922—1929) и Ягеллонского (1929—1962). В 1945—1962 руководил кафедрой славянской филологии Ягеллонского университета; также был директором института языкознания и редактором журнала «Rocznik slawistyczny».
6 ноября 1939 году был арестован гитлеровцами в рамках операции «Sonderaktion Krakau», находился в концлагере Заксенхаузен; освобождён в феврале 1940 году, во время немецкой оккупации тайно преподавал.
Занимался изучением исторической грамматики славянских языков, историей и этнографией славянских народов. Написал более 400 работ, в том числе «O mowie Polaków w Galicji Wschodniej» и «O pochodzeniu i praojczyźnie Słowian». Автор учебников церковнославянского, польского, чешского, русского языков.
Член Польской академии образования, Польской академии наук (член-корреспондент 1928, действительный член 1952), Славянского института в Праге, Научного товарищества во Львове. Доктор honoris causa университетов в Праге и Софии.
Умер в Кракове 17 февраля 1965 года.

## Книги
- Kaszubi: kultura ludowa i język, 1935
- O pochodzeniu i praojczyźnie Słowian, 1946
- Język polski; pochodzenie, powstanie, rozwój, 1947
- Przegląd i charakterystyka języków słowiańskich, 1954
- Rozprawy i szkice z dziejów kultury Słowian, 1954
- Dzieje języka ukraińskiego w zarysie, 1956
- Wybór tekstów do historii języka rosyjskiego, 1965
- Zarys gramatyki języka staro-cerkiewno-słowiańskíego na tle porównawczym, 1965
- Gramatyka historyczna języka czeskiego, 1957
- O mowie Polaków w Galicji Wschodniej
- Słownik etymologiczny języka Drzewian połabskich

### Переводы на русский язык
- Польский язык. М. : Изд-во иностр. лит., 1954. XXIV, 368 с.